# Серджо Спурі
Серджо Спурі (італ. Sergio Spuri, нар. 3 червня 1962, Фабріано) — італійський футболіст, що грав на позиції воротаря. Чемпіон Італії у складі «Верони». 
По завершенні ігрової кар'єри — тренер.

## Ігрова кар'єра
Народився 3 червня 1962 року у Фабріано. Вихованець юнацьких команд «Анконітани». У дорослому футболі дебютував 1979 року виступами за її головну команду, взявши участь у 67 матчах чемпіонату. 
Своєю грою за цю команду привернув увагу представників тренерського штабу «Верони», до складу якої приєднався 1983 року. У новій команді став дублером Клаудіо Гарелли і протягом трьох сезонів взяв участь лише у двох іграх італійської першості. В сезоні 1984/85 у статусі воротаря-дублера став володарем титула чемпіона Італії.
Згодом провів сезон 1986/87 як здебільшого запасний воротар «Удінезе», після чого решту ігрової кар'єри захищав кольори нижчолігоих команд  «Єзіна», «К'єті», «Л'Аквіла», «Гуальдо» та «Віз Пезаро». Завершив ігрову кар'єру у «Мачератезе», за який виступав протягом 1995—1998 років.

## Кар'єра тренера
Розпочав тренерську кар'єру, повернувшись до футболу після невеликої перерви, 2004 року, очоливши тренерський штаб клубу «Фольгоре Кастельраїмондо». Відтоті працював головним тренером та помічником головного тренера у низці нижчолігових італійських команд.

## Титули і досягнення
- Чемпіон Італії (1):

«Верона»: 1984-1985